# Metaphrixus setouchiensis
Metaphrixus setouchiensis is een pissebed uit de familie Bopyridae. De wetenschappelijke naam van de soort is voor het eerst geldig gepubliceerd in 2006 door Shimomura, Ohtsuka & Sakakihara.